# Аїга-і-ле-Таї
Аїга-і-ле-Таї (самоан. Aiga-i-le-Tai) — адміністративний округ Самоа. Розташований на західній частині острова Уполу, також включає три маленьких острови в протоці Аполіма - Маноно, Аполіма і безлюдний Нуулопа. Територія округу охоплює крихітний ексклав округу Аана - село Сатуїмалуфілуфі. Адміністративний центр - Муліфануа.
Площа округу становить всього 27 км, це найменший округ Самоа. Населення округу - 5050 осіб  (2011). Тільки округ Ваа-о-Фоноті має менше населення.
Верховний вождь округу носить титул Леїатауа. На території округу також проживає частина клану Малієтоа (населяє в основному округ Туамасага), тому думка старійшин Маноно обов'язково враховується при обранні верховного вождя Малієтоа (верховний титул Туамасаги).
Історично морський флот Маноно і Аполіма відігравав велику роль в боротьбі місцевих кланів за першість.
З Муліфануа - другого за значенням порту на острові Уполу - ходить паром, що зв'язує острова Уполу і Саваї.